# 陈守一
陈守一（1906年—1995年11月29日），原名陈法庞、陈鸿汀，男，江苏邳县人，中国当代法学家、法学教育家。

## 生平
陈守一5岁丧父，配偶胡冰。1929年毕业于北京朝阳大学法科政治经济系，毕业后因信守主义改名守一，于中学任教，后又失业3年，饱受族人歧视、邻里奚落，迫不得已于山东伪司法机关任书记员。1927年参加中国共产党，1939年重新入党。陈守一在鄂豫边区任司法处长。陈守一在华北人民政府司法部任第二处处长。陈守一筹建中国政法大学，任一部主任。陈守一曾任司法部第五司司长、中国新法学研究院教务长。1954年陈守一任北京大学法律系主任。1980年1月11日创办北京市法学会，任会长。7月创《法学杂志》，任社长。1981年专任教授，担任中国法学会副会长、学位委员会法学评议组召集人、总工会法律顾问副主任、人大常委法制委员会委员、司法部教育司司长。

## 贡献
在法学教育方面，陈守一与早稻田大学、大阪大学和东京大学有过交流，培养了2名法理学硕士生，于1984年成为中国第一批博士导师，吴志攀和夏勇就曾受惠于他。
- 发表《中国法制建设三十年》、《中国法学三十年》、《必须加强法律科学的研究工作》、《论依法从重从快》、《论法的定义和基本特征》、《论法制建设和协调发展》、《论政策和法律》等论文。
- 撰:《边区施政纲领讲话》、《马克思主义关于国家学说》等专题和专著。